# Marie-Anne-Catherine Quinault
Marie-Anne-Catherine Quinault, död 1793, var en fransk operasångare och kompositör.
Hon var engagerad vid Parisoperan 1709-1713 och Comédie-Française 1714-1722. 
Hon komponerade motetter för det kungliga kapellet i Versailles. Hon mottog kunglig pension 1723. 
Hon blev den första och enda kvinna som mottog Mikaelsorden.